# La extraña
La Extraña (en alemán: Die Fremde, en turco: Ayrılık) es una película dramática de 2010 coproducida entre Turquía y Alemania. Fue producida, escrita y dirigida por la cineasta austriaca Feo Aladag, siendo la primera producción cinematográfica en que Aladag cumplió estas tres facetas. La película fue aclamada por la crítica y el público en general. Fue protagonizada por Sibel Kekilli, Florian Lukas, Alwara Höfels, Nursel Köse y los actores turcos Settar Tanrıöğen, Almila Bagriacik y Derya Alabora; y producida por Independent Artists, una compañía fundada por Aladag en 2005.
La cinta fue estrenada mundialmente el 13 de febrero de 2010 en la edición número 60 del Festival Internacional de Cine de Berlín. Se proyectó en la sección especial Panorama y fue galardonada con el Premio Europa Cinemas Label. Comenzó su lanzamiento internacional en Alemania el 11 de marzo de 2010.
Los críticos se refirieron a La extraña como "la ópera prima más fuerte en años" y dieron especial importancia a la delicada dirección de los actores, así como a la valentía que la película demostró al abordar un tema tan delicado. Igualmente, recibió numerosos premios nacionales e internacionales, incluyendo siete nominaciones a los Premios del Cine Alemán 2010, en las categorías de Mejor Película, Mejor Película Debut, Mejor Guion, Mejor Actriz, Mejor Fotografía, Mejor Montaje y Mejor Banda Sonora.
La película se exhibió en más de cien festivales de cine en todo el mundo, en 73 países y en 6 continentes. El 17 de septiembre de 2010, el comité de selección alemán la eligió como candidata oficial al Óscar a la mejor película en lengua extranjera.

## Sinopsis
Umay (Sibel Kekilli) vive con su marido Kemal (Ufuk Bayraktar) y su hijo Cem (Nizam Schiller) en los suburbios de Estambul. Kemal tiene arrebatos violentos regulares contra su esposa e hijo. Umay anhela volver a su hogar natal, al lado de sus padres. Empaca sus cosas y huye de su vida y su matrimonio en Estambul.
Regresa a su casa familiar en Berlín, donde espera comenzar una nueva vida independiente con su hijo. Umay espera que su familia la apoye en su nuevo comienzo, pero cuando su padre, Kader (Setter Tanröigen) se entera de lo que ha hecho Umay, le ordena que regrese inmediatamente. Según la tradición, Umay debe quedarse para siempre al lado de su marido Kemal. Umay se niega a ir y quema su pasaporte. Para colmo, sus hermanos son rechazados en su comunidad por las acciones de su hermana.
Mehmet, el hermano mayor de Umay (Tamer Yigit) y Kader, iden un plan para secuestrar al joven Cem y llevarlo con su padre a Estambul. Umay los escucha por casualidad y huye para empezar una nueva vida con su hijo, alejada de su familia. Se traslada a un refugio para mujeres, donde empieza a construir una nueva vida. A través de su trabajo en la cocina conoce a Stipe (Florian Lukas), una colega que le genera atracción.
Pronto tendrá su propio apartamento y una vida nueva y satisfactoria. Sólo falta una cosa: su familia. Una y otra vez intenta ponerse en contacto con su madre y su hermano menor Acar, sin éxito alguno. Mientras tanto, su padre y sus hermanos toman una decisión difícil. Acar (Serhad Can) se ha ganado un destino terrible; ha sido elegido para matar a su amada hermana con el objetivo de restaurar el honor perdido de su familia.

## Reparto
- Sibel Kekilli es Umay[6][7]
- Nizam Schiller es Cem
- Derya Alabora es Halyme
- Settar Tanriogen es Kader
- Tamer Yigit es Mehmet
- Serhad Can es Acar
- Almila Bagriacik es Rana
- Florian Lukas es Stipe[8]
- Nursel Köse es Gül
- Alwara Höfels es Atife
- Ufuk Bayraktar es Kemal
- Blanca Apilánez es Carmen
- Rosa Enskat es Manuela

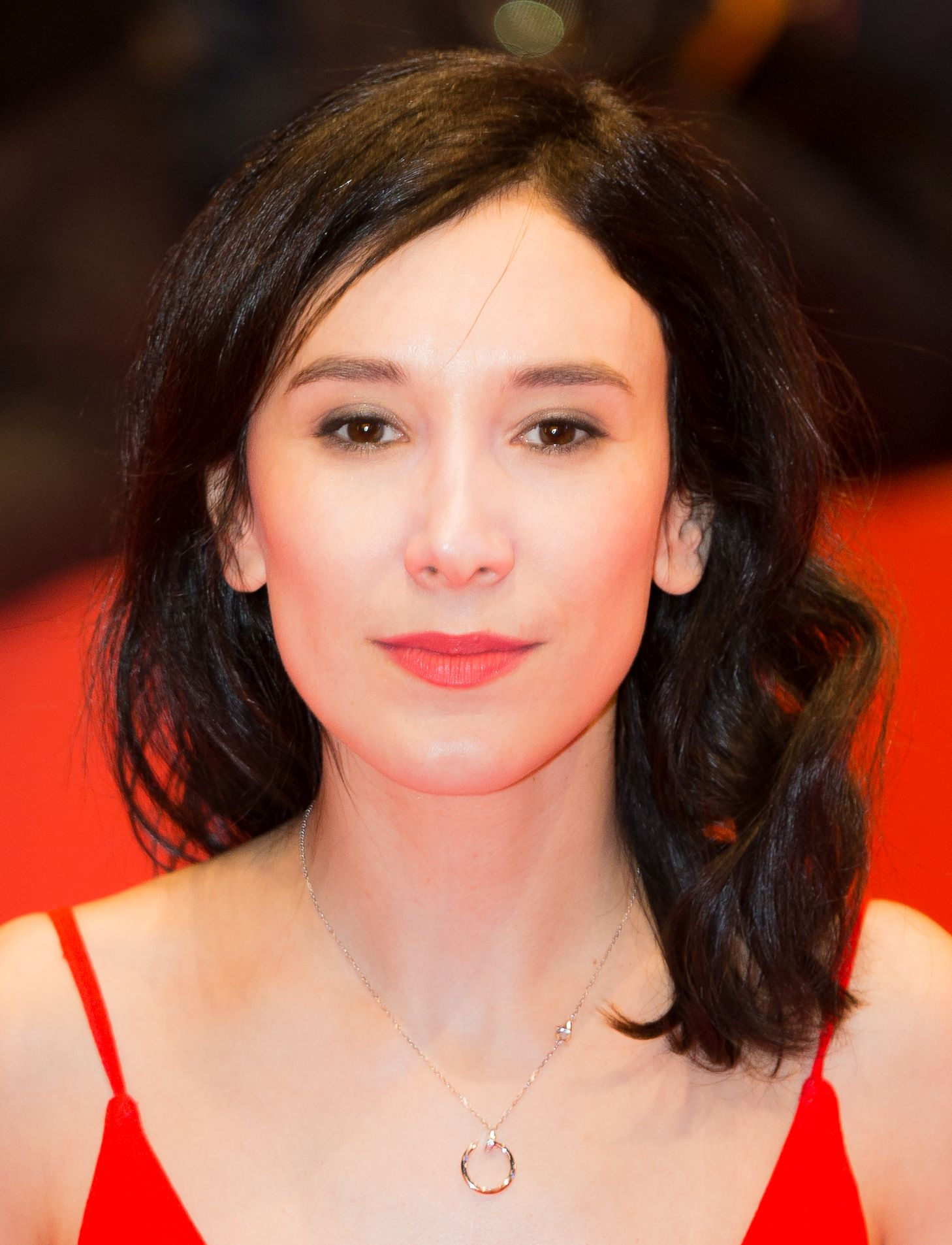
Sibel Kekilli protagonizó la película.

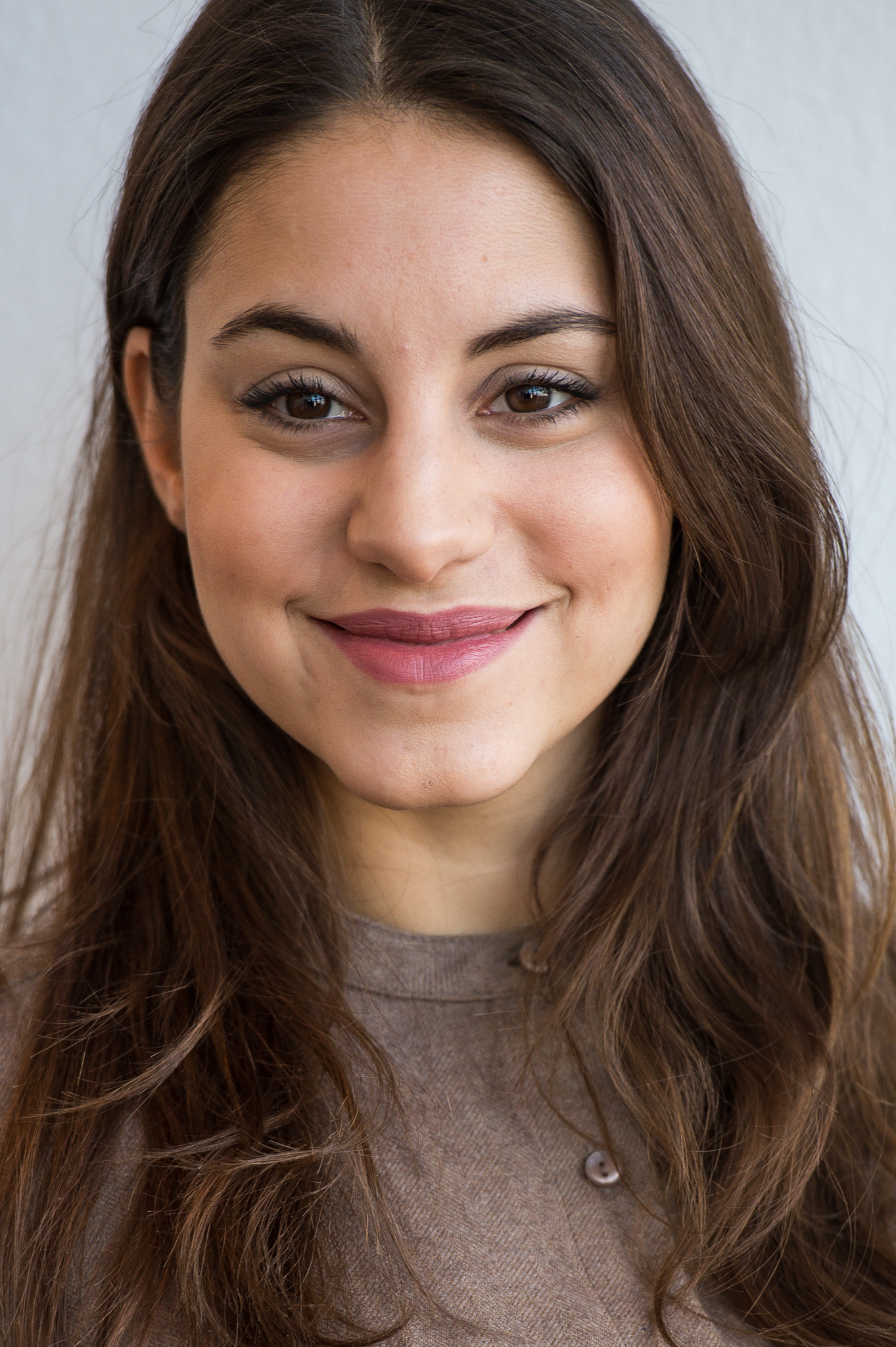
La extraña representó el debut fílmico de la actriz turca Almila Bagriacik.

Aladag trabajó con un grupo muy diverso de actores, profesionales y novatos. Algunos de ellos procedían de sesiones de casting callejero. Nizam Schiller (Cem), Almila Bagriacik (Rana) y Serhad Can (Acar) realizaron sus respectivos debuts en la gran pantalla. Su propia experiencia como actriz ayudó a Aladag a individualizar su acercamiento a cada uno de los actores de la película. Los que aún no eran considerados actores profesionales, participaron en un taller de actuación que duró varios meses, durante los cuales Aladag les ayudó a aprender de su experiencia frente a las cámaras.

## Antecedentes y estreno
La extraña fue producida por artistas independientes en coproducción con WDR, RBBB y ARTE. Fue apoyada por el Medienboard Berlin-Brandenburg, el BKM, el NRW Film Board y el Kuratorium junger deutscher Film.
La película se estrenó en el Festival de Cine de Berlín. Posteriormente fue estrenada el 11 de marzo de 2010 en toda Alemania por su distribuidor alemán Majestic. La directora apoyó el estreno en las salas con una gira de preguntas y respuestas por toda Alemania. El 27 de agosto de 2010 Majestic Home Entertainment estrenó la película en los formatos Blu-ray y DVD.

## Desarrollo
Mientras dirigía los anuncios de servicio público de la campaña "Violencia contra las mujeres" de Amnistía Internacional, Aladag comenzó a investigar temas relacionados con la violencia doméstica. Su investigación la llevó a una serie de asesinatos por honor en Alemania, principalmente contra mujeres que trataban de liberarse de presiones familiares y sociales.
Rápidamente se puso en la tarea de investigar sobre la compleja dinámica familiar que contribuye a los asesinatos por honor. De esta pasión surgió el deseo de crear una historia cinematográfica que abordara el destino de una joven alemana de origen turco. Aladag indagó durante más de dos años y consultó con varios expertos sobre los temas implicados. Investigó los archivos de casos policiales de los últimos quince años y descubrió patrones similares en ellos que la ayudaron a empezar a escribir el guion.

## Producción

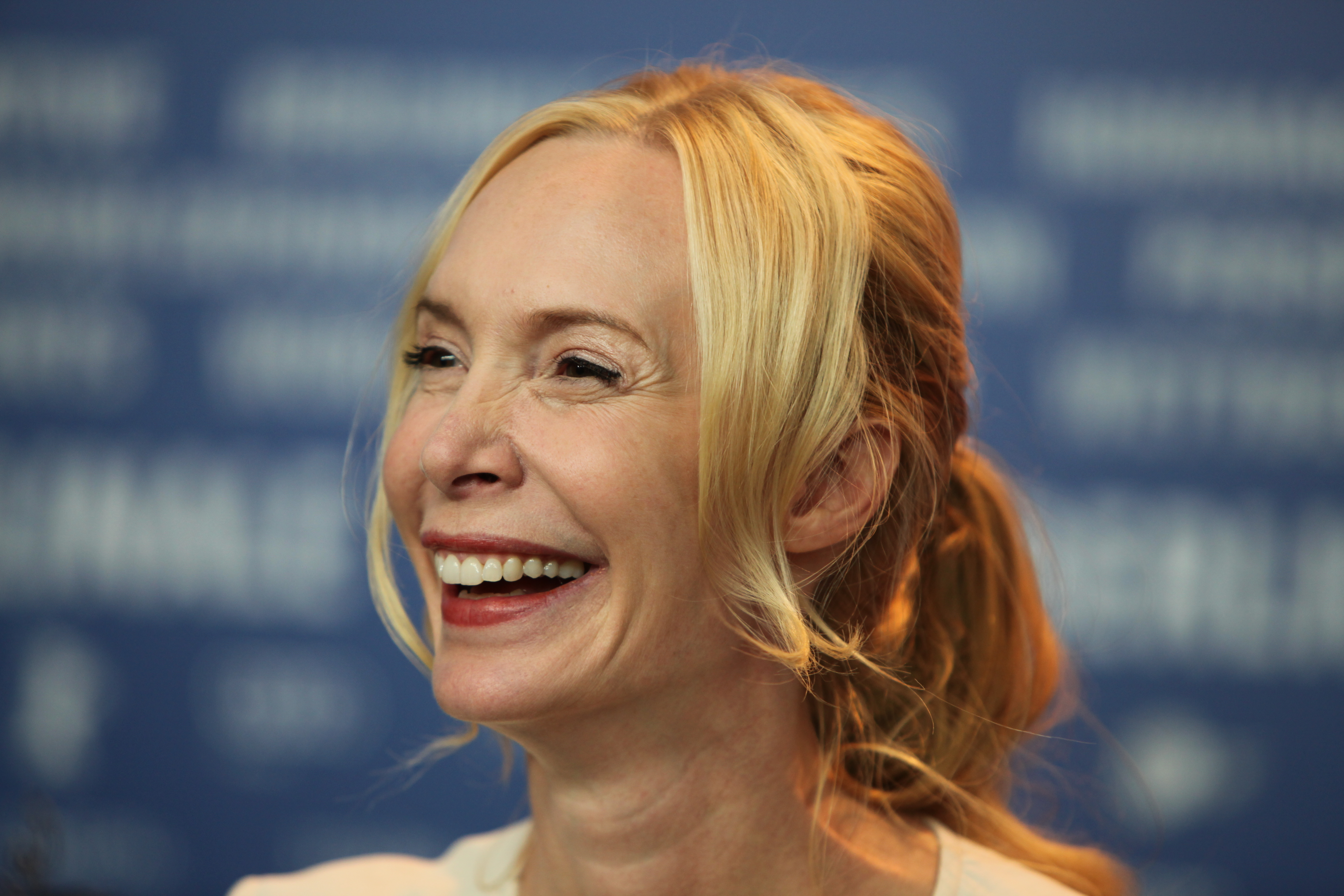
La cineasta austriaca Feo Aladag se encargó de dirigir, producir y escribir el filme.

La producción comenzó el 15 de julio de 2008 para lo que iba a ser un rodaje de 39 días. La extraña fue rodada en 35mm en Cinemascope. Aladag trabajó estrechamente con la editora Andrea Mertens durante cuatro meses en Cineimpuls, una compañía de postproducción de Berlín.

## Rodaje
La película fue filmada en Berlín y Turquía. Para Aladag era especialmente importante contar la historia de la forma más auténtica posible, y realizó una extensa búsqueda de locaciones. Entre los sitios berlineses utilizados se encuentran los conocidos clubes "SO36" y el bar "Monarch" de Kreuzberg.
Los interiores de la casa de la familia Aslan fueron rodados en Wilhelmstrasse en Berlin-Mitte, y la escena de la boda fue rodada en el barrio Neukölln de Berlín. Un lugar particularmente singular fue la antigua residencia del embajador etíope en Pankow, que se utilizó para las escenas en el refugio de mujeres.
Teufelsberg, en el oeste de Berlín, fue el escenario de la cita de Umay y Stipe. Para mantener la máxima autenticidad, se rodaron muchas escenas importantes en Turquía, tanto en la provincia de Kayseri como en Estambul. También se realizaron tomas en el suburbio de Dudullu, en Estambul, y los exteriores del viaje de Kader para visitar a su padre fueron filmados en su pueblo natal de Kayseri.

## Recepción
En general, la película ha recibido reseñas muy positivas. Joseph Smiegelski, del Huffington Post, afirmó: "La extraña es, sin lugar a dudas, una de las mejores películas que he visto en mi vida... Es el tipo de película que más me gusta, una historia sencilla pero significativa contada sin demasiadas pretensiones, con un pequeño número de personajes principales. Es un logro artístico notable. Definitivamente debes ver esta película". Ray Bennett escribió para The Hollywood Reporter: "La extraña presenta una historia universal que conectará con el público". En el sitio web especializado Rotten Tomatoes, la película cuenta con una aprobación del 74% de la crítica y del 80% de la audiencia.

## Premios y reconocimientos
La cinta ganó el premio a la mejor película narrativa en el 9º Festival de Tribeca, el premio Lux del Parlamento Europeo en la 37.ª edición del Festival de Cine de Gante en Bélgica y fue seleccionada como mejor película alemana en la 83.ª edición de los premios de la Academia, aunque no llegó a la lista final de seleccionadas para disputar el premio.